# Anticlinal

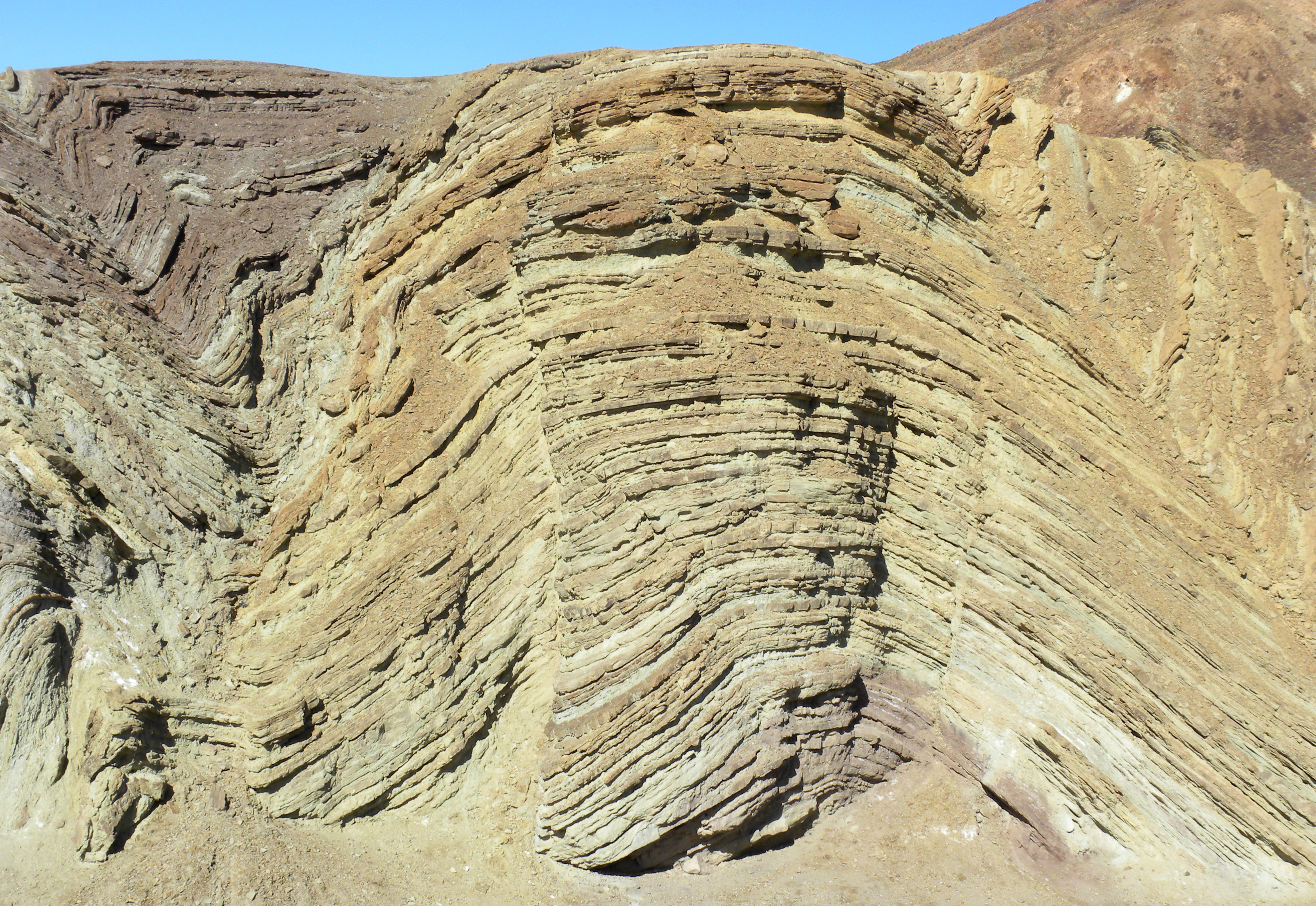
Anticlinal

Un anticlinal es un pliegue de la corteza terrestre que presenta los estratos más antiguos en su núcleo. Se forman por los efectos tectónicos de la dinámica terrestre.
Se denomina «antiforma» o «pliegue antiforme» al pliegue convexo (forma de ∩ o ∧); normalmente se usa en lugar del término anticlinal cuando no se sabe el orden cronológico de la sucesión sedimentaria. Asimismo, se denomina «falso anticlinal» o «sinclinal antiforme» cuando un sinclinal (pliegue con los estratos más recientes en el núcleo) ha sido invertido por la tectónica, mostrando entonces la concavidad hacia arriba (antiforma).

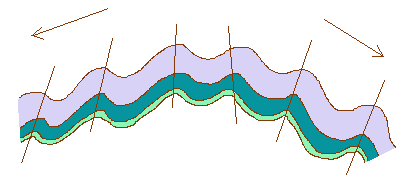
Anticlinorio.

Se denomina «anticlinorio» a la estructura antiformal regional compuesta por una sucesión de anticlinales y sinclinales más pequeños.

## Etimología
De la preposición griega anti > enfrente, opuesto y del verbo klino> inclinar, desplazarse hacia abajo; es decir, inclinación divergente, porque los flancos se inclinan, buzan, en direcciones opuestas. Pliegue que tiene en el núcleo los materiales más antiguos.

## Descripción estructural

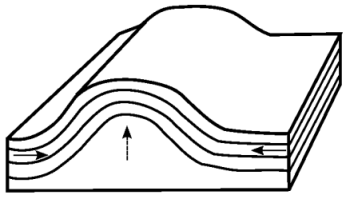
Un anticlinal se origina por el empuje tectónico, que deforma los materiales geológicos.

El anticlinal es una deformación en pliegue formado en rocas dispuestas en estratos que resulta de esfuerzos tectónicos de tipo diverso. En general, un pliegue anticlinal puede producirse por presiones tangenciales, por deslizamiento o corrimiento, por intrusión o eyección de materiales desde áreas más profundas, o por deformaciones verticales del sustrato. Salvo en estos dos últimos casos, el pliegue representa una reducción del área ocupada inicialmente por los estratos y suele requerir la existencia de un material plástico en la base de los estratos plegados. En el caso de las deformaciones verticales del sustrato a causa de movimiento de bloques, los esfuerzos en la cobertura son distensivos. Igualmente son distensivos en los pliegues formados por intrusión o eyección de materiales plásticos más profundos, los cuales acaban constituyendo el núcleo del pliegue.
Un anticlinal se compone, en una sección transversal, de flancos y charnela. Los flancos están compuestos por los estratos que buzan en sentidos opuestos. Cuando el pliegue está formado por estratos de diferente competencia y plasticidad los flancos pueden presentar discordancias en el buzamiento por variaciones de la potencia de los estratos más plásticos que, presionados en los sinclinales y en las partes donde hay mayor compresìón, tienden a acumularse hacia las zonas del flanco, donde la presión es menor.
La charnela es el lugar donde se produce la curvatura del pliegue o, si se quiere, el lugar donde los flancos se encuentran. La charnela sufre tensiones distensivas como consecuencia de la curvatura, de manera que tiende a abrirse con fallas normales. Por esta causa la charnela es el punto más débil del pliegue, el lugar por donde, la erosión ataca el anticlinal que puede llegar a abrirse antes de concluir los esfuerzos tectónicos que lo configuran originando un relieve inverso, que nace ya invertido. Cuando el pliegue abriga un material plástico no estratificado de gran potencia, la charnela no se percibe en esa capa, se habla entonces de núcleo del pliegue.
El plano axial divide el pliegue longitudinalmente en dos mitades cortando la charnela por la clave. El plano axial, define el eje del pliegue, de manera que su encuentro con el plano horizontal tangente a la clave de la charnela representa el nivel de eje que habitualmente no se corresponde con el de culminación del pliegue. La línea que une los puntos más altos del pliegue se denomina línea de crestas . El nivel de eje o de culminación puede variar a lo largo del pliegue. Se habla entonces de elevación o descenso del nivel de eje. Cuando el descenso es corto y se encaja entre dos elevaciones se habla de ensilladura porque su perfil recuerda el de una silla de montar. En los extremos del pliegue el buzamiento de los estratos se dispone en forma de semicírculo, a modo de un cuarto de naranja, es la terminación o cierre periclinal (del griego peri> alrededor).
Un anticlinal puede originar otro pliegue que nace de uno de sus flancos, se produce entonces una digitación. El radio del pliegue, su anchura, y también su longitud y altura son variables, así podemos encontrar desde repliegues cuya anchura apenas supera algunas decímetros y su altura algún centímetro (micropliegues), hasta pliegues de varias decenas de km de anchura y centenares de metros de altura teórica de la deformación. Igualmente podemos encontrar pliegues de algunos decímetros de longitud y pliegues de varias decenas de km.
El radio de curvatura del anticlinal puede conservarse de modo que el pliegue conserva siempre la misma forma, se dice entonces que el pliegue es similar, aunque este tipo de pliegues es más teórico que real cuando se tienen en cuenta todas las dimensiones del anticlinal. Cuando los estratos del pliegue mantienen su potencia independientemente de su posición hablamos de pliegues isopacos, cuando no la conservan se habla de pliegues anisopacos, que es el caso más usual por las razones que más arriba se han comentado. Cuando no es posible diferenciar los estratos se habla de antiforma. Cuando una estructura dominantemente positiva tiene grandes dimensiones y acusados repliegues hablamos de un anticlinorio. Conviene no confundir estos términos con el anticlinal propiamente dicho.

## Tipos de anticlinal

Esquema de un anticlinal.

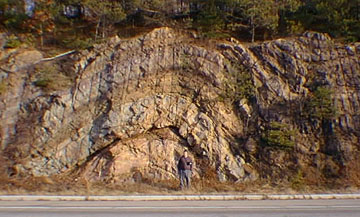
Anticlinal ligeramente inclinado.

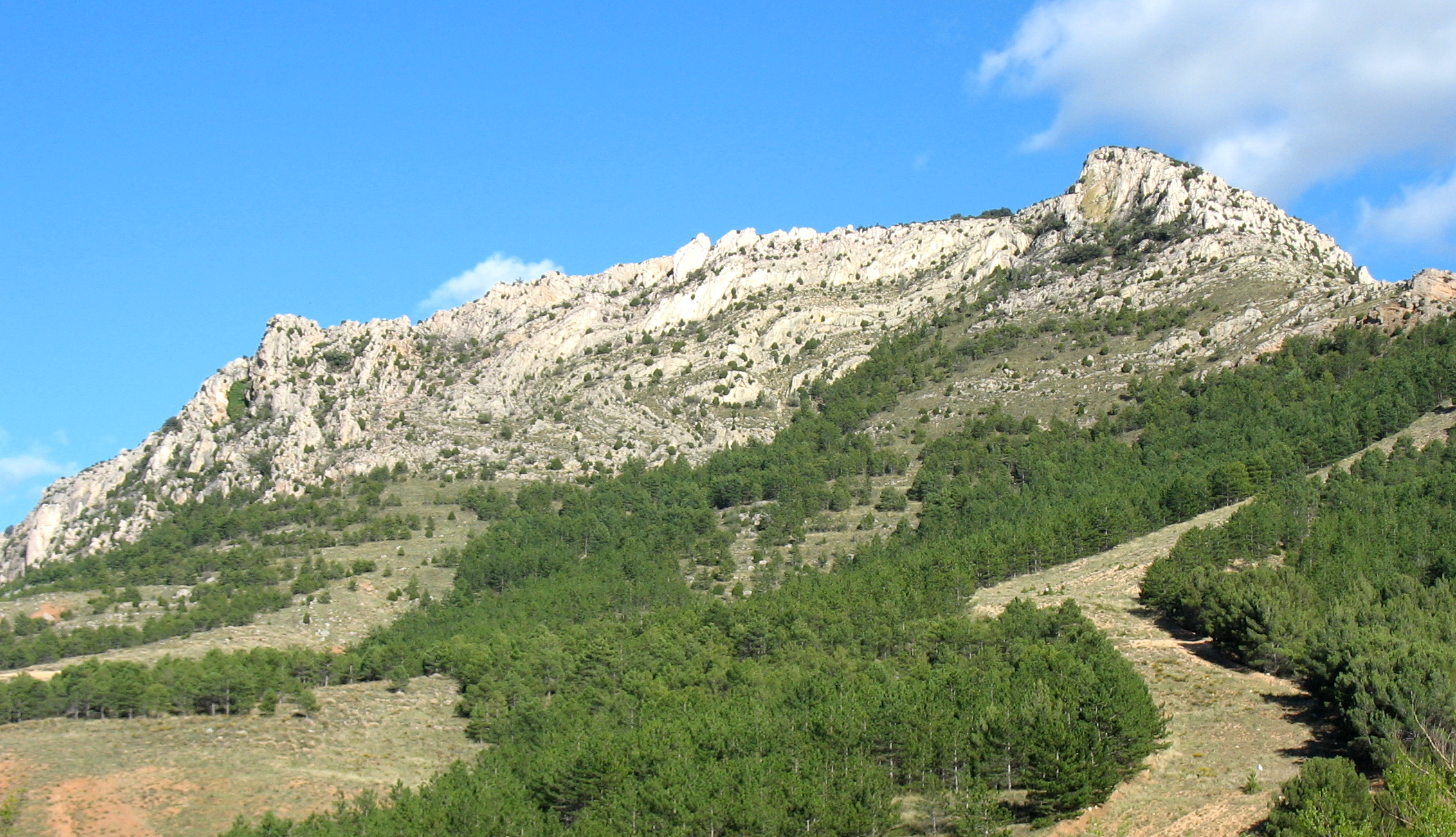
Anticlinal tumbado.

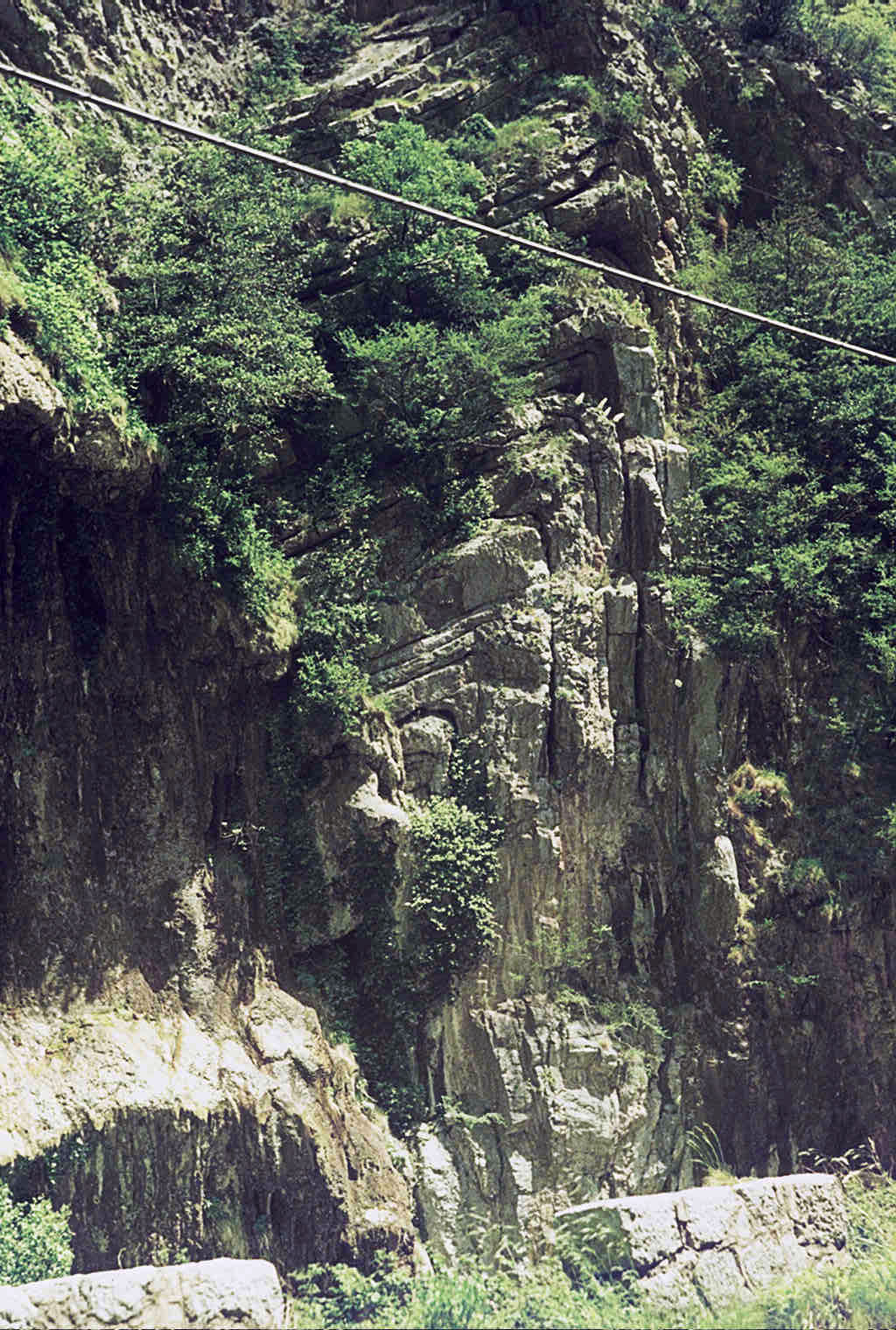
Anticlinal en los Pirineos, en el desfiladero de Collegats, junto al río Noguera Pallaresa.

Dependiendo de los materiales de los estratos plegados y del tipo de tectónica a que responden, los pliegues anticlinales pueden presentar diferentes configuraciones, aunque conviene precisar que un mismo pliegue puede cambiar de configuración longitudinalmente, pero también en profundidad, de modo que en los estratos inferiores y más antiguos la charnela presenta una disposición diferente de la que corresponde a los estratos superiores o más modernos.
Según su disposición transversal, los anticlinales pueden ser:
- Recto, cuando el plano axial es vertical.
- Inclinado, cuando el plano no es perpendicular a la superficie terrestre, Los pliegues inclinados presentan flancos disimétricos en su buzamiento. La dirección hacia la que se vierte el pliegue se denomina vergencia.
- Tumbado, acostado o recumbente, cuando el plano es paralelo al plano de la superficie terrestre y los flancos están horizontales o subhorizontales.
- Volcado, cuando el anticlinal adopta una posición contraria, de modo que se presenta como un sinclinal. Este pliegue, como el anterior, suele asociarse a fracturas
- En cofre o abanico, cuando la charnela es plana y forma dos curvaturas para adaptarse a los flancos, de modo que el pliegue presenta dos planos.
- En rodilla, cuando un flanco es horizontal y el otro vertical, enlazando mediante una charnela que hace la forma de rodilla.
- Cabalgantes y fallados. Cuando el anticlinal monta sobre otro, desapareciendo mediante fractura el sinclinal que los enlaza. Se habla también de pliegues cabalgantes cuando montan sobre otra estructura El anticlinal fallado puede responder a diferentes tipos de fractura, que pueden hacer montar un flanco sobre otro, rompiendo el pliegue por su eje, pueden estar fallados en un flanco que se levanta a modo de creta monoclinal, pueden estar cortados por un desgarre, etc.
- En domo, cuando los estratos buzan en todas direcciones formando una media naranja, de forma que no es posible definir un eje longitudinal.
- Braquianticlinal. De forma ondulada o poco alargada.
- Diapírico, cuando están formados por una intrusión de materiales muy plásticos, generalmente salinos. Los diapiros forman domos que frecuentemente se abren como consecuencia de los esfuerzos formando relieves invertidos. Por lo general, las intrusiones diapíricas deforman anticlinales en los que elevan el eje localmente para formar un domo.

Tanto estos tipos como los que pueden describirse basándose en la forma longitudinal sólo son observables localmente y más en una consideración teórica que real, porque un pliegue cambia varias veces de forma a lo largo de su eje y en profundidad.

## Formas de relieve propias de la estructura anticlinal

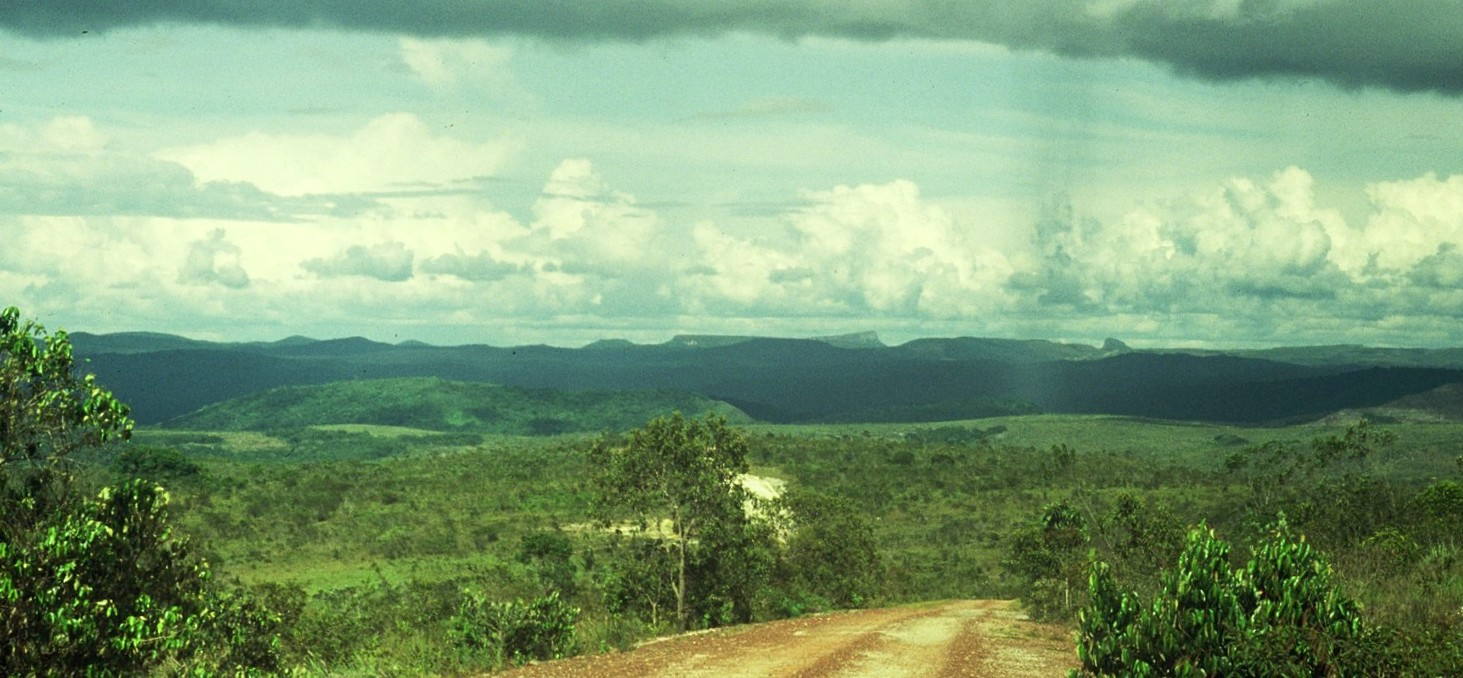
Ejemplo de relieve invertido. La Gran Sabana, Venezuela. De izquierda a derecha puede verse: *Anticlinorio, formado por varias crestas de los estratos más resistentes separados por otros más débiles que forman las pequeñas depresiones intermedias.
- Sinclinal suspendido, con la parte cóncava en el centro y con los estratos de ambos lados buzando hacia el centro.
- Anticlinal vaciado, con la charnela o eje levantado en el centro (ocupado por un mont mucho más resistente a la erosión) y los flancos con estratos buzando hacia afuera.

La estructura es una abstracción para describir el armazón que configura el pliegue, pero raramente un anticlinal se ajusta por completo a la descripción teórica de la estructura, conservando todos sus estratos y sin alteraciones significativas en ellos. Solamente en el caso excepcionales como sucede con los pliegues que fueron fosilizados recién formados y están siendo exhumados ahora por la erosión, podemos encontrar esta situación, entonces decimos que es un pliegue original. Pero lo normal es encontrar anticlinales afectados por procesos erosivos que han perdido parte de sus materiales e incluso han podido ser abiertos, desventrados, para ofrecer una imagen inversa de la disposición estructural.
Por eso, cuando los pliegues están conformes con la estructura y presentan con pocos retoques la disposición que la estructura asigna al relieve, suele hablarse de ellos como originales. Cuando los retoques son mayores, pero siguen manteniendo los rasgos que la estructura proporciona al relieve, algunos autores hablan de casi-original o, en términos latino penioriginal. Cuando un pliegue anticlinal ha perdido sus estratos superiores pero los existentes en niveles inferiores expresan la geometría y la forma topográfica original, el anticlinal es conforme con la estructura, decimos entonces que es un anticlinal derivado. Cuando el anticlinal ha sido desmantelado, sus estratos no dibujan la charnela que ha desaparecido y la forma topográfica no responde a la estructura, el anticlinal es no conforme y presenta un relieve invertido. No obstante en todos estos casos la estructura anticlinal determina la forma del relieve por eso se habla de relieve estructural. Las formas de relieve que puede presentar la estructura anticlinal son:
- Bóveda anticlinal conforme, con forma de lomo cerrado por una capa rígida que constituye la bóveda. El tipo más común es el que aparece en el estilo de relieve jurásico (porque caracteriza la región del Jura) y ha servido para proporcionar la nomenclatura de las principales características de estos pliegues. Así el lomo anticlinal se denomina mont, el cual puede estar cortado, perpendicularmente a su eje por una cluse (en español puede traducirse por hoz; aunque, reconocido el nombre científico es preferible pronunciar «cluse» que «clis»), si bien conviene tener en cuenta que el corte no siempre resulta perfectamente perpendicular, sino que puede ser oblicuo o sinuoso pero siempre transversal al pliegue. Sobre los flancos pueden instalarse arroyos cataclinales, que descienden siguiendo el buzamiento, son los ruz, que acaban conformando los estratos del flanco en facetas triangulares o arcadas, los Chevrons, (que en castellano se ha traducido de diversos modos: gallones, crestones...). Es frecuente que alguna de las capas externas, más resistentes, eliminadas en la charnela, se mantengan en el flanco, formando crestas, que se adosan al lomo anticlinal. Cuando en el flanco alternan materiales de distinta competencia, estas crestas quedan separadas del lomo anticlinal o bien unas de otras por depresiones paralelas al eje del pliegue, son las depresiones ortoclinales. Depresiones que también, aunque sin una continuidad tan neta, pueden aparecer tras las arcadas de los chevrons. Las bóvedas anticlinales pueden aparecer, sin embargo, en muchos otros tipos de relieves, bien sean apalachanos, pliegues exhumados, estilos complejos, etc.

- Anticlinal no conforme, invertido, formando una depresión en el área correspondiente al núcleo, dominada por crestas formadas en los flancos. En el estilo jurásico se denomina combe. Para que exista combe, el núcleo del anticlinal debe estar constituido por materiales menos competentes que los externos. Así, bien sea porque las fracturas de la charnela posibilitan un rápido ataque, bien sea a causa del encajamiento de ruz que alcanza el núcleo, bien porque una eyección diapírica ha reventado el pliegue, por ataque desde una cluse, o porque la charnela ha sido eliminada a medida que el pliegue se formaba, la erosión ha progresado en el núcleo, respetando los flancos que quedan conformados en crestas. En el caso de que en los flancos aparezcan estratos de diferente consistencia, entre las crestas formadas en los materiales más competentes, aparecen depresiones ortoclinales,. Como en el caso anterior el anticlinal invertido puede aparecer en diversos estilos de pliegues. Es normal en el estilo apalachense y lo habitual en los estilos invertidos.

- Combe anular, Cuando un anticlinal ha sido desmantelado, abierto en combe, pero un estrato resistente en el núcleo del pliegue reproduce el lomo anticlinal, forma un anticlinal derivado, que se levanta sobre una depresión ortoclinal que lo circunda, y dominado por las crestas de los flancos, o de sinclinales colgados que lo encuadran. Es frecuente en los relieves de plegamiento invertidos.

- Anticlinales arrasados. Es el caso extremo de que el anticlinal haya sido arrasado por una superficie de erosión, sobre la que posteriormente actúan nuevos procesos de desmantelamiento que ponen en valor las capas más resistentes y se encajan en las depresiones. Se forma así un relieves de crestas concéntricas, separadas por depresiones. Esta forma es característica de los relieves apalachenses.